# Penza Cup 2006
Il Penza Cup 2006 è stato un torneo di tennis facente parte della categoria ATP Challenger Series nell'ambito dell'ATP Challenger Series 2006. Il torneo si è giocato a Penza in Russia dal 17 al 23 luglio 2006 su campi in cemento.

## Vincitori

### Singolare
Farruch Dustov ha battuto in finale  Ti Chen 5–7, 6–2, 6–4

### Doppio
Murad Inoyatov /  Denis Istomin hanno battuto in finale  Denis Macukevič /  Artem Sitak con il punteggio di 6–1, 6–3